# Old Avon Bridge
Die Old Avon Bridge ist eine Straßenbrücke in der schottischen Stadt Hamilton in der Council Area South Lanarkshire. 1971 wurde das Bauwerk in die schottischen Denkmallisten in die höchste Kategorie A aufgenommen.

## Beschreibung
Die heute als Old Avon Bridge bezeichnete Brücke wurde im Laufe des 16. Jahrhunderts errichtet. Im Zuge der Einrichtung der neuen Fernstraße von Glasgow nach Carlisle wurde die Brücke 1825 durch die rund 200 m flussabwärts gelegene Avon Bridge ersetzt. Heute handelt es sich um eine Privatbrücke ohne infrastrukturelle Bedeutung, deren Nutzung auf den Fußgängerverkehr beschränkt ist.
Die Old Avon Bridge liegt am Ostrand von Hamilton am Chatelherault Hunting Park. Der 43,9 m lange Mauerwerksviadukt überspannt das Avon Water mit drei ausgemauerten Segmentbögen mit lichten Weiten von maximal 9,8 m. Die Pfeilhöhe beträgt etwa 9,1 m. Die Fahrbahn zwischen den begrenzenden Brüstungen ist 3,1 m breit.